# Jantel Lavender
Jantel Lavender (Cleveland, 12 novembre 1988) è una cestista statunitense, che gioca come centro nella WNBA.

## Carriera
È stata selezionata dalle Los Angeles Sparks al primo giro del Draft WNBA 2011 (5ª scelta assoluta).
Nella stagione 2011-12 ha giocato prima in Turchia nel Beşiktaş (3 gare con 22,7 punti e 7 rimbalzi di media) e, in seguito, si è trasferita in Polonia, al Polkowice. Con la squadra polacca ha disputato 2 match di Eurolega contro il Ros Casares Valencia (8,5 punti con 7,5 rimbalzi a gara) mentre nel campionato polacco ha giocato 15 gare totalizzando una media di 14,5 punti, 8 rimbalzi, 7 stoppate e 8 palle rubate a match.
Nel suo personale palmarès anche la partecipazione ai Campionati Mondiali giovanili Under 19 nel 2007.
Nella stagione 2012-13 è approdata in Italia dove veste la maglia del Famila Basket Schio. Ha vinto poi la Coppa Italia nella finale contro Lucca ed è stata Most Valuable Player del torneo. Ha completato il treble con la conquista dello scudetto, sempre in finale contro Lucca, il 4 maggio.

## Palmarès

### Club
- Campionato italiano: 2
Pall. Femm. Schio: 2012-13, 2018-19
- Coppa Italia: 1
Pall. Femm. Schio: 2013
- Campionato WNBA: 1
Los Angeles Sparks: 2016

### Individuale
- MVP della Coppa Italia: 1
2013
- WNBA Sixth Woman of the Year (2016)